# John Woolman
 (octobre 2018).
Si vous disposez d'ouvrages ou d'articles de référence ou si vous connaissez des sites web de qualité traitant du thème abordé ici, merci de compléter l'article en donnant les références utiles à sa vérifiabilité et en les liant à la section « Notes et références ».
John Woolman, né le 19 octobre 1720 à Ancocas (actuel Rancocas (en)) dans le New Jersey et décédé le 7 octobre 1772  à York, dans le comté du Yorkshire, en Angleterre, était un prédicateur quaker itinérant, voyageant dans les colonies nord-américaines, prêchant contre la conscription, les impôts militaires, et l'esclavage.

## Biographie

### Jeunesse
John Woolman est né dans une famille de paysans quakers dans le New Jersey.
Dans son journal, il raconte un événement qui a marqué un tournant dans sa vie. Encore enfant, il tue par jeu une mère rouge-gorge. Rongé par les remords, il pense aux petits qui ne pourront survivre sans elle. Il fait tomber le nid et les tue aussi, pensant que c'est la meilleure chose à faire. Cette expérience le marqua et dès lors il aima et protégea tout être vivant.
À l'âge de 23 ans, son employeur lui demande de rédiger un acte de vente concernant un esclave. Il affirme alors que l'esclavage est contraire à la religion chrétienne et refuse de rédiger l'acte. À cette époque, tous les « Amis » (nom que se donnent les quakers) ne condamnaient pas encore l'esclavage, et John Woolman va être de ceux qui vont faire progresser la cause de l'abolitionnisme au sein de la communauté quaker et de la société américaine, du fait de ses écrits et de sa prédication.

### Ministère
John Woolman se décide à partir au loin pour prêcher. En 1746 il couvrit plus de 200 kilomètres en trois mois, jusqu'en Caroline du Nord. Il prêchait sur de nombreux thèmes, dont l'esclavage.
Travaillant au plan interpersonnel, sans rechercher la confrontation, il parvient à convaincre de nombreux quakers propriétaires d'esclaves. Il fait tout son possible pour ne pas utiliser les produits de l'esclavage, choisissant ses habits ou insistant pour payer les esclaves pour leur travail quand il est reçu par un propriétaire. Il passe d'une Assemblée d'Amis à l'autre, et peu à peu des décisions formelles sont prises qui condamnent l'esclavage.
Ce n'est qu'en 1790, après le décès de Woolman, que la Société religieuse des Amis s'adresse au Congrès des États-Unis pour demander l'abolition de l'esclavage.
Outre la question de l'esclavage, Woolman a également mis en pratique d'autres « témoignages » de la Société des Amis. Il choisit un mode de vie simple et proteste contre la guerre, allant jusqu'à refuser de payer les impôts soutenant l'effort militaire.
Son Journal est considéré comme un document important sur le plan spirituel (il est publié dans les Harvard Classics (en), voir aussi une forme abrégée et commentée dans Quaker Spirituality, Selected Writings).

### Fin de vie
Woolman se rend en Angleterre en 1772, il voyage dans la classe la plus économique et passe plus de temps avec l'équipage qu'avec les autres passagers. Il participe à l'Assemblée annuelle de Londres (en), qu'il convainc de prendre position contre l'esclavage. Puis il se rend à York où il meurt de la variole le 7 octobre 1772.

## Œuvres

### Essais
- (en) John Woolman, Some considerations on the keeping of Negroes : recommended to the professors of Christianity of every denomination, Philadelphia, James Chattin, 1754, 24 p.
- (en) John Woolman, Considerations on keeping Negroes : recommended to the professors of Christianity, of every denomination : Part second, Philadelphia, printed by B. Franklin, and D. Hal, 1762, 52 p.
- (en) John Woolman, Considerations on pure wisdom, and human policy; on labour; on schools; and on the right use of the Lord's outward gifts, Philadelphia, D. Hall and W. Sellers, 1768, 28 p.
- (en) John Woolman, Conversations on the true harmony of mankind and how it may be promoted, Philadelphia, Pa., Wider Quaker Fellowship FWCC, 2003, 18 p.Dialogues rédigés deux mois avant le départ de Woolman pour l'Angleterre, sans titre. Première édition en 1831 par John Comly.

### Livre
- (en) John Woolman, The Journal of John Woolman, New York, P F Collier & Son, coll. « The Harvard Classics, Vol. 1 », 1909 (lire en ligne)Première édition en 1774, après la mort de Woolman.
- (en) John Woolman, The journal of John Woolman, Chicago, Regnery, coll. « Regnery college readings », 1951, 138 p.

### En français
- Ansermoz, Violette, John Woolman : pèlerin de l'absolu, London, Printed by Headley Brothers, 1972, 96 p.

### En anglais
- (en) Heller, Mike, ed., The Tendering Presence: Essays on John Woolman, Wallingford, PA: Pendle Hill, 2003.  (ISBN 0875749402)
- (en) Some Stories About John Woolman, 1720-1772, Quaker Home Service, 1973, 1980.
- (en) Douglas V. Steere (préf. Elizabeth Gray Vining), Quaker Spirituality, Selected Writings [« La spiritualité quaker, textes choisis »], Ramsey (New Jersey), Paulist Press, coll. « The Classics of Western Spirituality », 1984, 334 p. (ISBN 0809125102), chap. 4 (« The Journal of John Woolman »), p. 161-237.

### En allemand
- (de) Claus Bernet, « John Woolman », dans Biographisch-Bibliographisches Kirchenlexikon (BBKL), vol. 20, Nordhausen, 2002 (ISBN 3-88309-091-3, lire en ligne), colonnes 1560-1574